# Бргод
Бргод је насељено место у саставу општине Раша у Истарској жупанији, Хрватска. До територијалне реорганизације у Хрватској налазио се у саставу старе општине Лабин.

## Становништво
На попису становништва 2011. године, Бргод је имао 157 становника.

## Попис1991.
На попису становништва 1991. године, насељено место Бргод је имало 230 становника, следећег националног састава:
| Попис 1991.‍  | Попис 1991.‍  | Попис 1991.‍ | Попис 1991.‍ | Попис 1991.‍ |
| ------------ | ------------ | ----------- | ----------- | ----------- |
|              |              |             |             |             |
| Хрвати       | Хрвати       |             | 94          | 40,86%      |
| Југословени  | Југословени  |             | 3           | 1,30%       |
| Словенци     | Словенци     |             | 3           | 1,30%       |
| Италијани    | Италијани    |             | 1           | 0,43%       |
| Муслимани    | Муслимани    |             | 1           | 0,43%       |
| остали       | остали       |             | 5           | 2,17%       |
| неопредељени | неопредељени |             | 9           | 3,91%       |
| регион. опр. | регион. опр. |             | 108         | 46,95%      |
| непознато    | непознато    |             | 6           | 2,60%       |
| укупно: 230  |              |             |             |             |